# Kategoria superiore 2010-2011
Kategoria Superiore 2010-2011 este a 64-a editie. În total au participat 12 de echipe. Campioana en-titre este Dinamo Tirana.

## Echipele sezonului
| Club               | Oraș/Regiune | Stadion                  | Capacitate |
| ------------------ | ------------ | ------------------------ | ---------- |
| KS Besa Kavajë     | Kavaja       | Stadiumi Besa            | 12.300     |
| KF Bylis Ballsh    | Ballsh       | Stadiumi Agush Maca      | 6.500      |
| KS Dinamo Tirana   | Tirana       | Stadiumi Selman Stërmasi | 12.500     |
| Flamurtari         | Vlora        | Stadiumi Flamurtari      | 8.500      |
| KS Kastrioti Krujë | Kruja        | Stadiumi Kastrioti       | 8.500      |
| KF Elbasani        | Elbasan      | Stadioni Ruzhdi Bizhuta  | 13.000     |
| KF Laçi            | Laç          | Stadiumi Laçi            | 5.000      |
| KF Tirana          | Tirana       | Stadiumi Selman Stërmasi | 12.500     |
| Skënderbeu         | Korçë        | Stadiumi Skënderbeu      | 10.000     |
| Shkumbini Peqin    | Peqin        | Stadiumi Peqin           | 5.000      |
| KS Teuta Durrës    | Durrës       | Stadiumi Niko Dovana     | 13.000     |
| Vllaznia           | Shkodër      | Stadiumi Loro-Boriçi     | 14.000     |

### Promovări și retrogradări
Echipe promovate din Divizia Întâi a Albaniei
- Campioni: KS Bylis Ballsh
- Locul doi: KF Elbasani

Echipe retrogradate în Divizia Întâi a Albaniei
- Apolonia Fier
- Gramozi Ersekë

## League table
| Poz | Echipa             | MJ | V | E | Î | GM | GP | G  | Pct | Promovare sau retrogradare               | Rezultat direct |
| --- | ------------------ | -- | - | - | - | -- | -- | -- | --- | ---------------------------------------- | --------------- |
| 1   | Flamurtari         | 2  | 2 | 0 | 0 | 3  | 1  | +2 | 6   | Liga Campionilor 2011-2012#Second Round  |                 |
| 2   | Vllaznia           | 1  | 1 | 0 | 0 | 3  | 2  | +1 | 3   | Liga Campionilor 2011-2012#First Round   |                 |
| 3   | KS Kastrioti Krujë | 1  | 0 | 1 | 0 | 2  | 2  | 0  | 1   | Liga Campionilor 2011-2012#First Round   |                 |
| 4   | Shkumbini Peqin    | 1  | 0 | 1 | 0 | 2  | 2  | 0  | 1   |                                          |                 |
| 5   | KF Elbasani        | 1  | 0 | 1 | 0 | 1  | 1  | 0  | 1   |                                          |                 |
| 6   | KF Laçi            | 1  | 0 | 1 | 0 | 0  | 0  | 0  | 1   |                                          |                 |
| 7   | KS Teuta Durrës    | 1  | 0 | 1 | 0 | 0  | 0  | 0  | 1   |                                          |                 |
| 8   | KF Tirana          | 2  | 0 | 1 | 1 | 2  | 3  | −1 | 1   |                                          |                 |
| 9   | Skënderbeu         | 0  | 0 | 0 | 0 | 0  | 0  | 0  | 0   | Relegation playoffs                      |                 |
| 10  | KS Besa Kavajë     | 0  | 0 | 0 | 0 | 0  | 0  | 0  | 0   | Relegation playoffs                      |                 |
| 11  | KF Bylis Ballsh    | 1  | 0 | 0 | 1 | 2  | 3  | −1 | 0   | Retrogradare în Divizia Întâi a Albaniei |                 |
| 12  | KS Dinamo Tirana   | 1  | 0 | 0 | 1 | 0  | 1  | −1 | 0   | Retrogradare în Divizia Întâi a Albaniei |                 |

Ultima actualizare: 27 august 2010
Sursa: soccerway.com
Reguli de clasare: 
1) puncte; 2) puncte în meciurile directe; 3) diferența de goluri în meciurile directe; 4) goluri marcate în meciurile directe; 5) diferența de goluri; 6) goluri marcate.
1The winners of the 2010–11 Albanian Cup competition will qualify for the second qualifying round of UEFA Europa League.
POZ = Poziția în clasament; (C) = Campioană; (R) = Retrogradată; (P) = Promovată; (E) = Eliminată; (O) = Câștigătoare de play-off; (A) = Avansează în runda următoare. 
Aplicabil doar când sezonul nu este terminat: 
(Q) = Calificare în faza competiției indicată; (TQ) = Calificare în competiție, dar încă nu în faza indicată; (RQ) = Calificată în competiția de retrogradare indicată; (DQ) = Descalificată din competiție.

Head-to-Head: rezultatele în meciurile directe sunt folosite pentru a departaja echipele.